# Dogrel
Albums de Fontaines D.C.
A Hero's Death
(2020)
Dogrel est le premier album du groupe du groupe de rock irlandais Fontaines D.C., paru en 2019.
Acclamé par la critique au moment de sa sortie, l'album remporta notamment le prix de meilleur album de l'année aux Choice Music Prize.

## Titre et pochette
Le groupe explique, lors d'une session AMA sur le réseau social Reddit, que le titre Dogrel provient d'un type de poésie originaire de la classe ouvrière irlandaise, qui fut notamment en vogue durant la première guerre des Boers. Quant à la pochette, elle fut prise par le photographe Bruce Davidson et représente un cirque irlandais prénommé Tom Duffy's. Le groupe explique alors, dans les deux cas, avoir spécifiquement choisi le titre et la pochette de l'album afin d'affirmer leur nationalité irlandaise.

## Liste des titres
| 1.    | Big                     | 1:45 |
| 2.    | Sha Sha Sha             | 2:30 |
| 3.    | Too Real                | 4:08 |
| 4.    | Television Screens      | 4:00 |
| 5.    | Hurricane Laughter      | 4:50 |
| 6.    | Roy's Tune              | 3:00 |
| 7.    | The Lotts               | 4:56 |
| 8.    | Chequeless Reckless     | 2:15 |
| 9.    | Liberty Belle           | 2:32 |
| 10.   | Boys In The Better Land | 5:00 |
| 11.   | Dublin City Sky         | 4:52 |
| 39:48 |                         |      |

## Crédits
- Grian Chatten – chant principal, tambourin
- Carlos O'Connell – guitare , chœurs
- Conor Curley – guitare, piano, chœurs
- Conor Deegan – guitare basse, guitare, chœurs
- Tom Coll – batterie, percussions, guitare